# شركة نيجنكامسك
شركة نيجنكامسك (بالروسية: Нижнекамскнефтехим)‏، هي شركة كبيرة للبتروكيماويات وأكبر شركة متخصصة في أوروبا ومقرها مدينة نيجنكامسك ، روسيا . 
وهي أكبر منتج للمطاط والبلاستيك الصناعي في روسيا. تأسست الشركة في عام 1967 ، وتوظف أكثر من 17000 شخص. 

## روابط خارجية
- Nizhnekamskneftekhim الصفحة الرئيسية (النسخة الإنجليزية)
- منتجات Nizhnekamskneftekhim (النسخة الإنجليزية)